# استیون دبلیو. ویلیامز
استیون دبلیو. ویلیامز (انگلیسی: Steven Williams) (زاده ۱۹۵۶) کارآفرین، بازرگان و مدیر ارشد اجرایی آمریکایی است، که در حال حاضر به‌عنوان مدیر عامل شرکت نفتی سانکور انرژی فعالیت می‌کند.